# Whitby (Ontario)
Whitby è una città del Canada nella regione di Durham nella provincia dell'Ontario. Whitby è un sobborgo di Toronto.
La popolazione era di 111.184 abitanti nel 2006. Whitby e la regione di Durham sono caratterizzati da una crescita demografica notevole. Dal 2001 al 2006 la città ha mostrato un aumento di 87.413 abitanti.
La città si trova sulle coste del Lago Ontario ed ha un porto naturale.

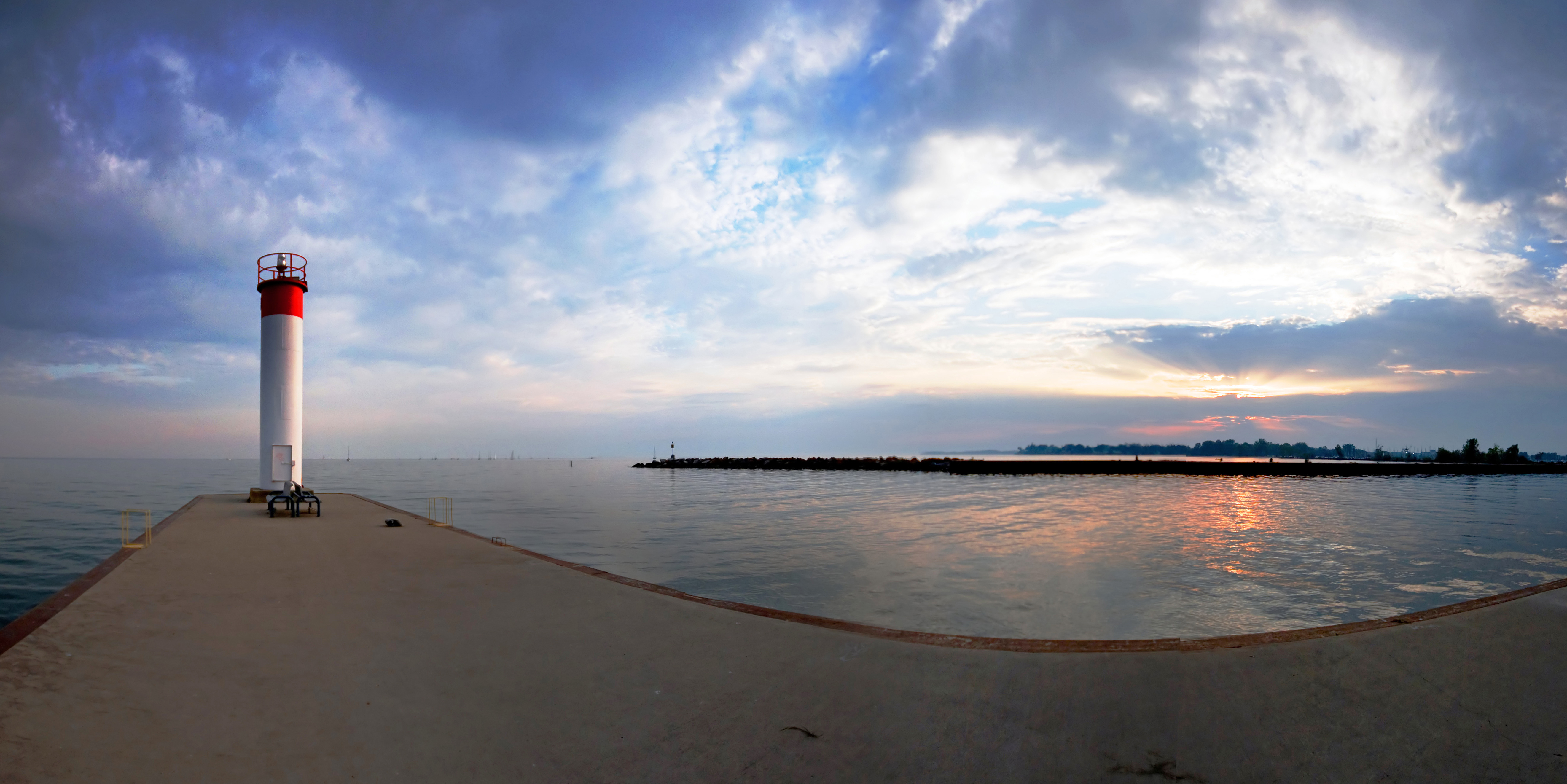
Il faro